# Aaron Doran
Aaron Brian Doran Cogan (* 13. Mai 1991 in Charleville) ist ein irischer Fußballspieler. Er ist Flügelspieler und stand zuletzt beim schottischen Verein  Inverness Caledonian Thistle unter Vertrag. Zuvor spielte der bei den Blackburn Rovers. Die Blackburn Rovers verliehen ihn an Milton Keynes Dons und Leyton Orient. Außerdem spielte er in der U-21 Mannschaft der Republik Irland.

## Karriere

### Blackburn Rovers
Seinen ersten Profivertrag unterzeichnete er im Mai 2008 mit den Blackburn Rovers. Bei den Testspielen gegen Macclesfield Town und NAC Breda für die Saison 2008/09 wurde er von Manager Paul Ince berücksichtigt. Sein Debüt in der Premier League gab er am 11. April 2009 gegen den FC Liverpool. Er wurde für Aaron Mokoena eingewechselt.
Im Oktober 2009 wurde er vom League-One-Klub Milton Keynes Dons für einen Monat ausgeliehen. Bei seinem Debüt für MK Dons erzielte er sein erstes Tor als Profi in der Football League Trophy gegen Southend United. Im Februar 2010 wurde er für einen Monat an Leyton Orient verliehen.
Blackburn Manager Sam Allardyce erklärte im Oktober 2010, er habe das Gefühl, Doran habe sich nicht weiterentwickelt, obwohl er sich als große Perspektive herausgestellt habe. Erst mit Steve Kean, der Sam Allardyce als Manager nachfolgte, hatte er als Ersatzspieler wieder eine Chance auf einen Spieleinsatz.

### Inverness Caledonian Thistle
Am 25. Januar 2011 wurde Doran für sechs Monate der SPL-Saison 2010/11 an Inverness Caledonian Thistle nach Schottland verliehen. Terry Butcher, der Manager von Inverness, verglich ihn mit Nigel Callaghan, einen ehemaligen Spieler von Watford. Dies war ein Zeichen dafür, dass ihn Terry Butcher als einen technisch hochbegabten Spieler hielt.
Sein Debüt gab er bei der Niederlage gegen Aberdeen. Bei seinem ersten Spiel in der Startaufstellung gewann Inverness 5:1. gegen Morton kam und erreichte das Viertelfinale des Schottischen Pokals erreichte. Doran erzielte sein erstes Tor für Inverness bei einem 3:3 gegen St. Mirren.
Am 13. Juli 2011 wurde bekannt, dass Inverness Caledonian Thistle Aaron Doran fest verpflichtet habe. Im Eröffnungsspiel der Saison 2011/12 gegen Hibernian bestritt er sein erstes Spiel als Vertragsspieler. Bei einem Spiel gegen Kilmarnock erlitt Doran eine Schulterverletzung. Er fiel für drei Monate aus und verletzte sich am 28. Dezember 2011 erneut.

### Saison 2012/13
In der Saison 2012/13 konnte Doran im Eröffnungsspiel beim 2:2 gegen St. Mirren einen „Assist“ für Nick Ross beisteuerte. Zwei Monate später, am 5. Oktober 2012, erzielte er beim 3:1-Sieg gegen Ross County sein erstes Tor der Saison. Beim 4:1-Sieg gegen Dundee steuerte er zwei „Assists“ bei. Nach dem 3:0-Sieg gegen Aberdeen im Viertelfinale des Liga-Pokals wurde er von Manager Terry Butcher hoch gelobt. Nach einem guten November mit Siegen gegen Kilmarnock, Celtic und Aberdeen wurde Doran gemeinsam mit Butcher und McKay als SPL Young Player of the month geehrt.

### Saison 2013/14
Die Saison 2013/14 begann vielversprechend für Doran. Er erzielte ein Tor und bereitete ein weiteres vor zum 3:0-Sieg gegen St. Mirren. Ein paar Wochen später erzielte er einen Treffer beim 2:2 gegen Celtic. Doran setzte seine gute Form in dieser Saison fort. Im Finale des schottischen Liga-Pokals wurde er in der 63. Minute für James Vincent eingewechselt. Nach einer Knieverletzung war er am 4. April war er wieder beim 2:1-Sieg gegen Ross County beteiligt.

### Saison 2014/15
Die Saison 2014/15 begann gut für Doran, da der Klub in den ersten sechs Spielen 13 Punkte erzielte. Von diesen ersten sechs Spielen erzielte Doran beim 2:0-Sieg gegen Motherwell sein erstes Saisontor für Inverness CT.  Am 1. Januar 2015 bereitete Doran im Highland-Derby beim 3:1-Sieg gegen Ross County zwei Treffer von Billy McKay vor und erzielte selbst einen Treffer. Nach einer Leistenverletzung kehrte er am 28. Februar 2015 bei einer 1:2-Niederlage gegen Motherwell zurück.  Im schottischen Pokalfinale bereitet er ein Tor vor. Mit seiner Hilfe erreichte Inverness CT den ersten Titel im schottischen FA-Cup.
In den beiden folgenden Saisonen 2015/16 und 2016/17 fiel er wegen einer Knieverletzung und einer Knieoperation aus.

## Ehrungen
- Scottish Cup: 2015
- Scottish Challenge Cup: 2018

### Auszeichnungen
- SPL Young Player of the Month: November 2012[12]
- Scottish Championship Player of the Month: März 2019